# Bärnkopf
Bärnkopf är en ort och kommun  i Österrike. Den ligger i distriktet Zwettl i förbundslandet Niederösterreich, 100 kilometer väster om huvudstaden Wien. 